# 星の国から来た仲間
『星の国から来た仲間』（Escape to Witch Mountain）は1975年のアメリカ合衆国の映画。
アレグザンダー・ケイによって書かれた1968年の小説を映画化したSFファンタジー作品。出演はエディ・アルバートなど。日本では本作を最後に1977年秋から、日本での直接配給機構であるブエナ・ビスタ映画日本支社の解散・閉鎖をめぐって労使対立が続いて配給業務がストップし、ディズニー作品は2年以上日本で公開されなかった。
1978年には続編として『続・星の国から来た仲間』が製作されているが、日本では劇場未公開である。2009年には『ウィッチマウンテン/地図から消された山』としてリメイクをされた。

## キャスト
| 役名             | 俳優                     | 日本語吹き替え | 日本語吹き替え | 日本語吹き替え |
| 役名             | 俳優                     | 劇場公開版     | フジテレビ版   | WOWOW版        |
| ---------------- | ------------------------ | -------------- | -------------- | -------------- |
| ジェイソン       | エディ・アルバート       | 大宮悌二       | 坂上二郎       | 田中信夫       |
| ティア           | キム・リチャーズ         |                | 安孫子里香     | 金沢奈穂       |
| トニー           | アイク・アイゼンマン     |                | 菊池英博       | 林勇           |
| ボルト           | レイ・ミランド           | 島宇志夫       | 大木民夫       | 阪脩           |
| デラニアン       | ドナルド・プレザンス     | 大木民夫       | 富田耕生       | 麦人           |
| パーディ保安官   | ウォルター・バーンズ     | 雨森雅司       | 増岡弘         | 青森伸         |
| グリンドレー夫人 | リタ・ショウ             | 麻生美代子     | 中村紀子子     | 竹口安芸子     |
| ベーネ           | デンヴァー・パイル       |                |                | 青森伸         |
| ウーバマン       | ローレンス・モンテーニュ | 仁内達之       |                | 堀之紀         |
| 占星術師         | アルフレッド・ライダー   | 北村弘一       |                | 幹本雄之       |
| ダンカン         | テリー・ウィルソン       | 宮内幸平       |                | 岸野一彦       |
| 食料品店の男     | ジョージ・チャンドラー   |                |                | 小島敏彦       |
| トラック         | ダーモット・ダウンズ     |                |                | 内大輔         |

- 劇場公開版：1977年公開。Disney+の配信にも使用。

その他声の出演：納谷六朗
- フジテレビ版：初回放送1984年3月24日『ゴールデン洋画劇場』

その他声の出演：大山高男、島香裕、佐藤隆治、土方結香、矢田稔、加藤治、峰恵研、仲木隆司、藤城裕士
- WOWOW版：1995年制作

その他声の出演：木村良平、菊地優見、平井将秀、岩田安生、島香裕、立木文彦、相沢正輝
- バンダイ版から発売されたビデオには字幕スーパーが収録されている。

## スタッフ
- 監督：ジョン・ハフ
- 製作：ジェローム・コートランド
- 製作総指揮：ロン・ミラー
- 原作：アレグザンダー・ケイ
- 脚本：ロバート・マルコム・ヤング
- 撮影：フランク・フィリップス、A・S・C
- 美術：ジョン・B・マンスブリッジ、アル・ローロフス
- 編集：ロバート・スタッフォード
- 音楽：ジョニー・マンデル
- 舞台装置：ハル・ガウスマン

日本語版
| -    | フジテレビ版       | WOWOW版                                       |
| ---- | ------------------ | --------------------------------------------- |
| 演出 | 山田悦司           | 岡本知                                        |
| 翻訳 | トランスグローバル | 松崎広幸                                      |
| 調整 | 杉原日出弥         | -                                             |
| 担当 | 大橋義輝           | 岡本企美子                                    |
| 制作 | トランスグローバル | B.V.I.ダビングプロダクションズ グロービジョン |